# 지정조격
《지정조격》(至正條格)은 원나라의 법전으로 1346년(원나라 순제 지정(至正) 6년; 고려 충목왕 2년)에 완성됐다.
이 법전은 고려 후기부터 조선 초에 이르기까지 한국에 영향을 미쳤다. 고려 때는 형사법의 근간이 됐고, 조선조 세종 연간에는 중국 제도를 연구하는 중요 자료로 활용됐으며, 역관 시험의 주요 과목으로 채택되기도 했다. 지정조격은 중국에 전해지지 않았지만 2003년 유일본이 유네스코 세계문화유산인 대한민국 경주시 양동마을 경주 손씨 종가에서 발견되었다.

## 기타
정몽주는 1392년(공양왕 4년)에 새 법령을 제정하려 했는데, 이 때에 대명률과 함께 이 법전이 참고자료로 쓰였다. 이 신법은 정도전에게 영향을 미처 조선시대에도 효력을 발휘하였다.